# Тинівка рудоброва
Тинівка рудоброва (Prunella strophiata) — вид горобцеподібних птахів родини тинівкових (Prunellidae).

## Поширення

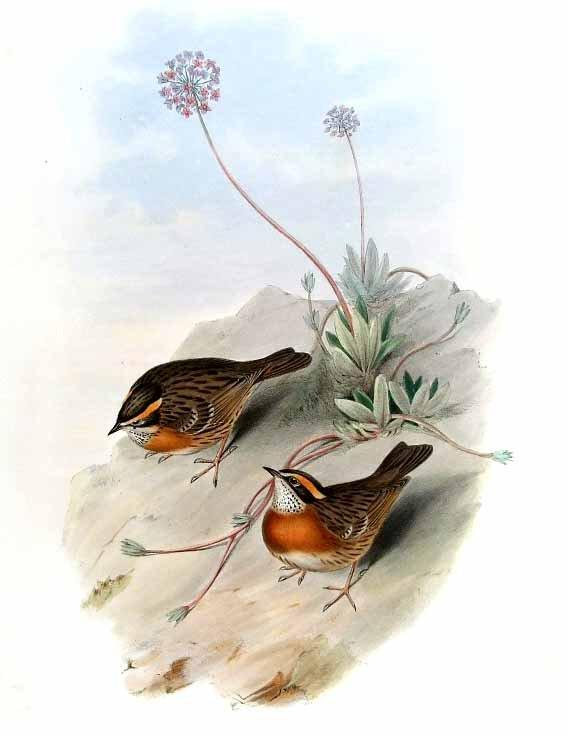
Рудоброві тинівки

Вид поширений у гірських районах від центрального Пакистану через Гімалаї до провінції Юньнань та центрального Китаю.

## Опис
Птах завдовжки 15 см, вагою 18 г.